# KNVB Beker 2009/10 (mannen)
De KNVB Beker 2009/10 was de 92e editie van de KNVB Beker. De finale werd in april en mei 2010, eenmalig, over twee duels gespeeld in de Amsterdam ArenA en Stadion Feijenoord te Rotterdam. Recordbekerwinnaar Ajax won voor de 18e keer de beker.

## Deelname
Dit seizoen namen er in totaal 88 teams deel. De achttien clubs uit de Eredivisie en de twintig clubs uit de Eerste Divisie waren automatisch geplaatst voor het toernooi en kwamen vanaf de tweede ronde in actie. Dit gold ook voor de twee teams uit de Beloften Eredivisie die aan het toernooi deelnamen, de kampioen en de bekerwinnaar van het seizoen 2008/09. Uit de amateursectie namen 48 amateurclubs deel: 24 via de competitie en 24 via het bekertoernooi van het seizoen 2008/09. Uit de Hoofdklasse namen 39 clubs deel en negen amateurclubs kwamen uit de lagere klassen. Hiervan waren zes afkomstig uit de eerste klasse en uit de tweede, derde en de vierde klasse elk één club.

### Betaald voetbal
Eredivisie (18)
- ADO Den Haag
- Ajax
- AZ
- Feyenoord
- FC Groningen

- sc Heerenveen
- Heracles Almelo
- NAC Breda
- N.E.C.
- PSV

- Roda JC
- RKC Waalwijk
- Sparta Rotterdam
- FC Twente
- FC Utrecht

- Vitesse
- VVV-Venlo
- Willem II

Eerste divisie (20)
- AGOVV Apeldoorn
- SC Cambuur
- FC Den Bosch
- FC Dordrecht
- FC Eindhoven

- FC Emmen
- Excelsior
- Fortuna Sittard
- De Graafschap
- Go Ahead Eagles

- Haarlem
- Helmond Sport
- MVV
- FC Omniworld
- FC Oss

- RBC Roosendaal
- Telstar
- BV Veendam
- FC Volendam
- FC Zwolle

Beloftenteams (2)
- Jong Ajax
- Jong De Graafschap

### Amateurs
Hoofdklasse (39)
- Achilles '29
- ACV
- AFC
- Argon
- ASWH
- Barendrecht
- Baronie
- Bennekom
- Berkum
- Capelle

- FC Chabab
- DOVO
- EVV
- Gemert
- Go-Ahead Kampen
- GVVV
- Haaglandia
- Harkemase Boys
- HBS-Craeyenhout
- HHC Hardenberg

- FC Hilversum
- HSC '21
- Hoek
- SC Joure
- JVC Cuijk
- LRC Leerdam
- FC Lisse
- Nunspeet
- Quick '20
- Rijnsburgse Boys

- SDC Putten
- Spakenburg
- Sparta Nijkerk
- De Treffers
- UNA
- RKVV Westlandia
- WHC
- WKE
- IJsselmeervogels

Overig amateurs (9)
Eerste klasse
- AFC '34
- Drachtster Boys
- Excelsior Maassluis

Eerste klasse
- Kloetinge
- Groene Ster
- Schaesberg

Tweede klasse
- Zaamslag (Zuid-I, Zat. 2E)

Derde/vierde klasse
- Rood-Wit '62 (Zuid-II, Zon. 3D)
- Waspik (Zuid-I, Zon. 4D)

## Toernooi

### 1e ronde
Aan deze ronde deden de 48 amateurteams mee. Op 7 juli 2009 werden de wedstrijden geloot. De 24 winnaars plaatsten zich voor de tweede ronde.

| Datum            | Wedstrijd                          | Uitslag                    | Scoreverloop |
| ---------------- | ---------------------------------- | -------------------------- | --- |
| 29 augustus 2009 | Achilles '29 – Berkum              | 2 – 1 (1 – 1)              | 16' Pascal Diender 0-1, 45' Tim Verhoeven (pen) 1-1, 85' Ivo Rigter 2-1 |
| 29 augustus 2009 | ACV – AFC                          | 0 – 2 n.v.                 | 111' Tatchary Langguth 0-1, 112' Chelton Linger 0-2 |
| 29 augustus 2009 | AFC '34 – Zaamslag                 | 2 – 1 (0 – 0)              | 48' Tim Ruder 1-0, 86' Peter Dieleman 1-1, 90' Richard Fortes Rodriguez 2-1 |
| 29 augustus 2009 | Baronie – Kloetinge                | 3 – 0 (2 – 0)              | 18' Revy Rosalia 1-0, 26' Bas Hage 2-0, 81' Sjoerd Schrier 3-0 |
| 29 augustus 2009 | Capelle – UNA                      | 2 – 0 (1 – 0)              | 44' Nick van Wordragen (pen) 1-0, 84' Nick van Wordragen 2-0 |
| 29 augustus 2009 | FC Chabab – WHC                    | 1 – 2 (0 – 0)              | 56' Melchior Schoenmakers 0-1, 75' Mustapha El Aamrani 1-1, 84' Joseph Kanyike 1-2 |
| 29 augustus 2009 | DOVO – Haaglandia/Sir Winston      | 0 – 2 (0 – 0)              | 87' Maikel Renfurm (pen) 0-1, 90' Brayen Brocker 0-2 |
| 29 augustus 2009 | Drachtster Boys – SC Joure         | 0 – 2 (0 – 1)              | 23' Martijn Roosenburg (pen) 0-1, 84' Joreilly Chirino 0-2 |
| 29 augustus 2009 | EVV – Barendrecht                  | 0 – 4 (0 – 1)              | 36' Jermaine Sandvliet 0-1, 65' Alex van Dommelen 0-2, 78' Alex van Dommelen 0-3, 86' Alex van Dommelen 0-4                                                                            |
| 29 augustus 2009 | Excelsior Maassluis – Rood-Wit '62 | 1 – 0 (1 – 0)              | 34' Robin van der Ende 1-0 |
| 29 augustus 2009 | Groene Ster – Harkemase Boys       | 2 – 4 (2 – 1)              | 27' Diego Jongen 1-0, 33' Roel van der Meulen 1-1, 38' Sjoerd Knibbeler 2-1, 54' Martijn Barto 2-2, 61' Arjen Postma 2-3, 78' Oebele Schokker 2-4                                      |
| 29 augustus 2009 | GVVV – WKE                         | 1 – 0 (0 – 0)              | 71' Rudy van Doorn 1-0 |
| 29 augustus 2009 | HBS – Bennekom                     | 0 – 2 (0 – 1)              | 31' Henk van Essen 0-1, 69' Lennart van de Peppel 0-2 |
| 29 augustus 2009 | HHC Hardenberg – FC Lisse          | 1 – 2 (1 – 2)              | 6' Gerard Kocks 1-0, 30' Mo Messaoud 1-1, 37' Mo Messaoud 1-2 |
| 29 augustus 2009 | FC Hilversum – Spakenburg          | 2 – 5 (1 – 1)              | 14' Ruben Wilson 0-1, 41' Thijs van der Meulen 1-1, 46' Tom Clobus 2-1, 63' Maarten Woudenberg 2-2, 65' Ruben Wilson 2-3, 70' Danny van den Meiracker 2-4, 80' Thijs Houwing (pen) 2-5 |
| 29 augustus 2009 | Hoek – Gemert                      | 0 – 1 n.v.                 | 109' Ronald van Herpen (pen) 0-1 |
| 29 augustus 2009 | JVC Cuijk – ASWH                   | 1 – 1 n.v. (1 – 1) (0 – 0) | 64' Levi van der Heijden 1-0, 66' Ramon Ouwehand 1-1 ASWH wint na strafschoppen |
| 29 augustus 2009 | LRC Leerdam – Quick '20            | 4 – 2 (1 – 1)              | 9' Sargon Gouriye 0-1, 19' Kevin Winkelhuis (e.d.) 1-1, 56' Jamal Aamri 2-1, 59' Tim Engbers 2-2, 66' Roel de Kruijk 3-2, 75' Willem Looijen 4-2                                       |
| 29 augustus 2009 | Rijnsburgse Boys – Argon           | 3 – 0 (2 – 0)              | 8' Peter Freke 1-0, 15' Joost Kuhlmann 2-0, 84' Peter Freke (pen) 3-0 |
| 29 augustus 2009 | Schaesberg – Sparta Nijkerk        | 1 – 3 (0 – 1)              | 23' Maurice van der Wilt 0-1, 58' Wieger van der Ven 0-2, 69' Michael de Jong 1-2, 82' Joris van Rooijen (pen) 1-3                                                                     |
| 29 augustus 2009 | De Treffers – Go Ahead Kampen      | 2 – 1 (1 – 0)              | 45' Ricky Bochem 1-0, 73' Ard Slot (pen) 1-1, 77' Bas Bakker (pen) 2-1 |
| 29 augustus 2009 | Waspik – SDC Putten                | 0 – 3 (0 – 0)              | 60' Harry Hamstra 0-1, 85' Lopes Dinis Magelhaes 0-2, 89' Juan David Marulanda Ruiz 0-3                                                                                                |
| 29 augustus 2009 | RKVV Westlandia – Nunspeet         | 2 – 0 (0 – 0)              | 65' Danny Bijl 1-0, 90' Jeffrey Ramkisoen 2-0 |
| 29 augustus 2009 | IJsselmeervogels – HSC '21         | 3 – 0 (2 – 0)              | 18' Henri de Graaf 1-0, 42' Jeffrey Winter 2-0, 57' Jeffrey Winter 3-0 |

### 2e ronde
De loting voor de tweede ronde was zo opgezet, dat de clubs die Europees voetbal speelden, AZ, FC Twente, Ajax, PSV, sc Heerenveen en NAC Breda, niet tegen elkaar konden loten. Ook had verliezend play-off spelende club, FC Groningen, een beschermde status in dit rijtje.
Amateurclubs werd bij loting tegen een betaald-voetbalclub het thuisvoordeel gegund.

| Datum             | Wedstrijd                          | Uitslag                    | Scoreverloop |
| ----------------- | ---------------------------------- | -------------------------- | --- |
| 22 september 2009 | AFC '34 – FC Emmen                 | 1 – 6 (0 – 3)              | 3' Roy Stroeve 0-1, 27' Michel Poldervaart 0-2, 42' Hans Denissen 0-3, 46' Tim Ruder 1-3, 64' Roy Stroeve 1-4, 71' Michel Poldervaart 1-5, 82' Roy Stroeve (pen) 1-6 |
| 22 september 2009 | ASWH – GVVV                        | 2 – 1 (0 – 1)              | 31' Dennis van Meegdenburg 0-1, 50' Silvino Soares 1-1, 75' Joshua Brard 2-1 |
| 22 september 2009 | AZ – Jong Ajax                     | 2 – 0 n.v.                 | 91' Mousa Dembélé 1-0, 94' Mousa Dembélé 2-0 |
| 22 september 2009 | FC Dordrecht – Fortuna Sittard     | 3 – 2 (2 – 1)              | 12' Marcus Rychlik 0-1, 17' Abdülkerim Öcal (e.d.) 1-1, 39' John Verhoek 2-1, 48' Moussa Kalisse 3-1, 80' Žarko Grabovac 3-2 |
| 22 september 2009 | FC Eindhoven – N.E.C.              | 2 – 3 (0 – 1)              | 45' Björn Vleminckx 0-1, 48' Moestafa El Kabir 0-2, 58' Rob van Boekel 1-2, 75' Leon Kantelberg 2-2, 86' Björn Vleminckx 2-3 |
| 22 september 2009 | Excelsior Maassluis – Bennekom     | 4 – 2 (2 – 1)              | 7' Leon Koopman 0-1, 13' Niels Redert (pen) 1-1, 22' Breuklin Almeida 2-1, 70' Lennart van de Peppel 2-2, 82' Sieme Zijm 3-2, 87' Vincent van de Berg 4-2 |
| 22 september 2009 | Haaglandia/Sir Winston – Excelsior | 6 – 6 n.v. (4 – 4) (1 – 3) | 9' Norichio Nieveld 0-1, 10' Guyon Fernandez 0-2, 24' Maikel Renfurm 1-2, 25' Michał Janota (pen) 1-3, 54' Erkan Sensoy 2-3, 64' Jesse Schotman 3-3, 76' Roel Stoffels 4-3, 89' Leen van Steensel 4-4, 95' Nick Keijzer 5-4, 98' Erkan Sensoy 6-4, 103' Adnan Alisic (pen) 6-5, 120' Ard van Peppen 6-6 Excelsior wint na strafschoppen |
| 22 september 2009 | Heracles Almelo – RKC Waalwijk     | 1 – 0 (0 – 0)              | 79' Kwame Quansah 1-0 |
| 22 september 2009 | Jong De Graafschap – SC Cambuur    | 1 – 0 (0 – 0)              | 64' Soufian El Hassnaoui 1-0 |
| 22 september 2009 | LRC Leerdam – RBC Roosendaal       | 1 – 5 (0 – 1)              | 6' Gregory Nelson 0-1, 49' Sjoerd Ars 0-2, 62' Sjoerd Ars 0-3, 71' Benjamin de Gans 1-3, 74' Melvin de Leeuw 1-4, 85' Gregory Nelson 1-5 |
| 22 september 2009 | FC Omniworld – Helmond Sport       | 1 – 3 n.v. (1 – 1) (0 – 0) | 74' Johan Voskamp 0-1, 84' Donny Rijnink 1-1, 113' Joost Habraken 1-2, 118' Marc Höcher 1-3 |
| 22 september 2009 | Spakenburg – MVV                   | 3 – 1 (1 – 1)              | 17' Fatih Papy 0-1, 27' Danny van den Meiracker 1-1, 74' Danny van den Meiracker 2-1, 87' Salim Amerzgiou 3-1 |
| 22 september 2009 | Telstar – Haarlem                  | 1 – 3 (0 – 2)              | 5' Roel de Graaff 0-1, 17' Laurens ten Heuvel 0-2, 71' Raymond Fafiani (pen) 1-2, 83' Marvin Wijks 1-3 |
| 22 september 2009 | Vitesse – FC Oss                   | 5 – 2 (4 – 0)              | 20' Nicky Hofs 1-0, 41' Nicky Hofs 2-0, 43' Claudemir Domingues de Soiuza 3-0, 45' Nicky Hofs 4-0, 52' Joël Tshibamba 4-1, 55' Patrick Lip 4-2, 58' Rogier Molhoek 5-2 |
| 22 september 2009 | FC Volendam – Sparta Rotterdam     | 1 – 2 n.v. (1 – 1) (0 – 0) | 62' Erik Falkenburg 0-1, 85' Melvin Platje 1-1, 118' Lerin Duarte 1-2 |
| 23 september 2009 | AFC – WHC                          | 0 – 1 (0 – 0)              | 84' Denis Mahmudov (pen) 0-1 |
| 23 september 2009 | Baronie – Barendrecht              | 1 – 1 n.v. (1 – 1) (0 – 1) | 25' Ferry van Lare 0-1, 90' Sjoerd Schrier 1-1 Baronie wint na strafschoppen |
| 23 september 2009 | Capelle – RKVV Westlandia          | 4 – 0 (3 – 0)              | 18' Frank Stienstra 1-0, 20' Sjoerd van der Waal 2-0, 24' Marwin Richard 3-0, 75' Laurens Visser 4-0 |
| 23 september 2009 | SC Joure – FC Twente               | 0 – 8 (0 – 4)              | 8' Bernard Parker 0-1, 11' Nashat Akram Abid Ali 0-2, 22' Dario Vujičević 0-3, 42' Bernard Parker 0-4, 66' Nashat Akram Abid Ali 0-5, 68' Nikita Rukavytsya 0-6, 80' Wellington Luís de Sousa 0-7, 88' Wellington Luís de Sousa 0-8 |
| 23 september 2009 | FC Lisse – FC Den Bosch            | 0 – 4 (0 – 2)              | 3' Jordens Peters 0-1, 7' Adnan Barakat 0-2, 69' Diangi Matusiwa 0-3, 72' Marvin van der Pluijm 0-4 |
| 23 september 2009 | PSV – De Graafschap                | 2 – 1 (1 – 0)              | 26' Danny Koevermans 1-0, 49' Hugo Christophe Bargas 1-1, 54' Ibrahim Afellay 2-1 |
| 23 september 2009 | Rijnsburgse Boys – Go Ahead Eagles | 1 – 4 n.v. (1 – 1) (1 – 0) | 23' Resham Sardar 1-0, 81' Koen van der Biezen (pen) 1-1, 97' Sander Post 1-2, 99' Patrick Gerritsen 1-3, 107' Halil Çolak 1-4 |
| 23 september 2009 | SDC Putten – sc Heerenveen         | 0 – 7 (0 – 2)              | 6' Hernán Losada 0-1, 26' Michal Papadopulos 0-2, 49' Michal Papadopulos 0-3, 55' Oussama Assaidi 0-4, 56' Viktor Elm 0-5, 74' Viktor Elm 0-6, 85' Michal Papadopulos 0-7 |
| 23 september 2009 | Sparta Nijkerk – FC Zwolle         | 2 – 2 n.v. (1 – 1) (1 – 0) | 19' Tim Muller 1-0, 76' Bram van Polen (pen) 1-1, 100' Niels Vlugt 2-1, 120' Cecilio Lopes 2-2 FC Zwolle wint na strafschoppen |
| 23 september 2009 | De Treffers – BV Veendam           | 2 – 0 (0 – 0)              | 71' Jim van Alst 1-0, 83' Aleh Putsila 2-0 |
| 23 september 2009 | FC Utrecht – FC Groningen          | 2 – 4 (0 – 1)              | 45' Nicklas Pedersen 0-1, 54' Nicklas Pedersen 0-2, 65' Erixon Danso 1-2, 78' Tim Matavž 1-3, 83' Ricky van Wolfswinkel 2-3, 90' Tim Matavž 2-4 |
| 23 september 2009 | VVV Venlo – ADO Den Haag           | 3 – 0 (1 – 0)              | 24' Keisuke Honda 1-0, 75' Keisuke Honda 2-0, 86' Sandro Calabro 3-0 |
| 23 september 2009 | Willem II – NAC Breda              | 2 – 3 (1 – 0)              | 18' Frank Demouge 1-0, 67' Christophe Grégoire (pen) 2-0, 72' Leonardo Vitor Santiago 2-1, 79' Leonardo Vitor Santiago 2-2, 90' Matthew Amoah (pen) 2-3 |
| 23 september 2009 | IJsselmeervogels – Roda JC         | 1 – 2 (0 – 2)              | 24' Arnaud Sutchuin Djoum 0-1, 29' Arnaud Sitchuin Djoum 0-2, 75' Jeffrey Winter 1-2 |
| 24 september 2009 | Achilles '29 – Gemert              | 0 – 1 (0 – 1)              | 33' Erik van Dijk 0-1 |
| 24 september 2009 | AGOVV Apeldoorn – Ajax             | 1 – 2 (0 – 0)              | 51' Vurnon Anita 0-1, 61' Hesdey Suart (e.d.) 0-2, 77' Nacer Chadli (pen) 1-2 |
| 24 september 2009 | Harkemase Boys – Feyenoord         | 0 – 5 (0 – 3)              | 25' Diego Biseswar 0-1, 29' Leroy Fer 0-2, 32' Ron Vlaar 0-3, 55' Roy Makaay 0-4, 66' Roy Makaay 0-5 |

### 3e ronde
|                       |                                                          |               |              |                                                                        |
| 27 oktober 2009 20:45 | Feyenoord                                                | 2 – 0 (1 – 0) | FC Den Bosch | Stadion Feijenoord Toeschouwers: 10.000 Scheidsrechter: Danny Makkelie |
| 27 oktober 2009 20:45 | André Luiz Bahia dos Santos Viana 25' Stefan Babović 90' | (Verslag)     |              | Stadion Feijenoord Toeschouwers: 10.000 Scheidsrechter: Danny Makkelie |

|                       |                                                                      |                            |                                     |                                                                 |
| 27 oktober 2009 20:00 | Go Ahead Eagles                                                      | 4 – 2 n.v. (2 – 2) (2 – 0) | FC Emmen                            | De Adelaarshorst Toeschouwers: 2.396 Scheidsrechter: Ed Janssen |
| 27 oktober 2009 20:00 | Reza Ghoochannejhad 8' Halil Çolak 34' Sander Post 98' Joey Suk 103' | (Verslag)                  | 86' Miloš Malenović 90' Niek Ripson | De Adelaarshorst Toeschouwers: 2.396 Scheidsrechter: Ed Janssen |

|                       | |               |      |                                                                       |
| 27 oktober 2009 20:00 | Helmond Sport                                                                                            | 5 – 0 (3 – 0) | ASWH | Stadion De Braak Toeschouwers: 1.000 Scheidsrechter: Serdar Gözübüyük |
| 27 oktober 2009 20:00 | Johan Voskamp 1' Bruno Fernandes Andrade de Brito 24' Mark Höcher 43' Johan Voskamp 51' Mike Mampuya 87' |               |      | Stadion De Braak Toeschouwers: 1.000 Scheidsrechter: Serdar Gözübüyük |

|                       |                                                               |               |         |                                                                   |
| 27 oktober 2009 20:00 | Heracles Almelo                                               | 3 – 0 (2 – 0) | Haarlem | Polman Stadion Toeschouwers: 6.100 Scheidsrechter: Tom van Sichem |
| 27 oktober 2009 20:00 | Bas Dost 6' Everton Ramos da Silva 10' Mark-Jan Fledderus 70' | (Verslag)     |         | Polman Stadion Toeschouwers: 6.100 Scheidsrechter: Tom van Sichem |

|                       |                    |            |           |                                                                      |
| 27 oktober 2009 20:00 | Jong De Graafschap | 1 – 0 n.v. | FC Zwolle | De Vijverberg Toeschouwers: 3.000 Scheidsrechter: Raymond van Meenen |
| 27 oktober 2009 20:00 | Tim Keurntjes 97'  | (Verslag)  |           | De Vijverberg Toeschouwers: 3.000 Scheidsrechter: Raymond van Meenen |

|                       |                     |                            |                    |                                                                              |
| 27 oktober 2009 20:00 | Sparta Rotterdam    | 1 – 1 n.v. (1 – 1) (1 – 1) | VVV Venlo          | Sparta-Stadion Het Kasteel Toeschouwers: 5.000 Scheidsrechter: Ben Haverkort |
| 27 oktober 2009 20:00 | Kevin Strootman 37' | (Verslag)                  | 20' Sandro Calabro | Sparta-Stadion Het Kasteel Toeschouwers: 5.000 Scheidsrechter: Ben Haverkort |

|                                                                       |       | strafschoppen                                                          |  |
| Kevin Strootman Darko Bodul Rydell Poepon Joshua John Ayodele Adeleye | 5 – 4 | Keisuke Honda Frank van Kouwen Patrick Paauwe Adil Auassar Ken Leemans |  |

|                       |                      |               | |                                                                   |
| 27 oktober 2009 20:00 | De Treffers          | 1 – 6 (1 – 5) | NAC Breda | Sportpark Zuid Toeschouwers: 2.500 Scheidsrechter: Jeroen Sanders |
| 27 oktober 2009 20:00 | Bas Bakker (pen) 44' |               | 10' Leonardo Vitor Santiago 14' Matthew Amoah 20' Anthony Lurling 28' Donny Gorter 42' Leonardo Vitor Santiago 61' Csaba Fehér | Sportpark Zuid Toeschouwers: 2.500 Scheidsrechter: Jeroen Sanders |

|                       | |                            |                                        |                                                             |
| 28 oktober 2009 20:00 | AZ | 5 – 2 n.v. (2 – 2) (0 – 1) | Spakenburg                             | DSB Stadion Toeschouwers: 8.628 Scheidsrechter: Ruud Bossen |
| 28 oktober 2009 20:00 | Pontus Wernbloom 51' Stijn Schaars 77' Pontus Wernbloom 105' Jonathas Cristian de Jesus 113' Mounir El Hamdaoui 119' | (Verslag)                  | 6' Thijs Houwing 90' Christy Bonevacia | DSB Stadion Toeschouwers: 8.628 Scheidsrechter: Ruud Bossen |

|                       |                   |            |                     |                                                                       |
| 28 oktober 2009 20:00 | Baronie           | 1 – 0 n.v. | Excelsior Maassluis | Rat Verlegh Stadion Toeschouwers: 3.000 Scheidsrechter: Lorenzo Cairo |
| 28 oktober 2009 20:00 | Revy Rosalia 102' |            |                     | Rat Verlegh Stadion Toeschouwers: 3.000 Scheidsrechter: Lorenzo Cairo |

|                       |                                                  |                            |                                              |                                                                              |
| 28 oktober 2009 20:00 | Gemert                                           | 2 – 2 n.v. (1 – 1) (1 – 0) | WHC                                          | Sportpark Molenbroek Toeschouwers: 3.000 Scheidsrechter: Bart van der Scheer |
| 28 oktober 2009 20:00 | Bas van der Reijken 24' Bas van der Reijken 104' |                            | 31' Melchior Schoenmakers 98' Denis Mahmudov | Sportpark Molenbroek Toeschouwers: 3.000 Scheidsrechter: Bart van der Scheer |

|  |       | strafschoppen |
|  | 4 – 5 |               |

|                       |                                                                                  |               |                               |                                                                        |
| 28 oktober 2009 20:00 | sc Heerenveen                                                                    | 4 – 2 (1 – 0) | RBC Roosendaal                | Abe Lenstra Stadion Toeschouwers: 10.000 Scheidsrechter: Michel Winter |
| 28 oktober 2009 20:00 | Daryl Janmaat 13' Goran Popov 59' Michal Papadopulos 73' Michel Breuer (pen) 90' |               | 65' Sjoerd Ars 86' Sjoerd Ars | Abe Lenstra Stadion Toeschouwers: 10.000 Scheidsrechter: Michel Winter |

|                       |                                          |                            |                     |                                                                              |
| 28 oktober 2009 20:00 | N.E.C.                                   | 2 – 1 n.v. (1 – 1) (0 – 0) | Excelsior           | McDos Goffertstadion Toeschouwers: 9.000 Scheidsrechter: Reinold Wiedemeijer |
| 28 oktober 2009 20:00 | John Goossens 54' Patrick Pothuizen 106' | (Verslag)                  | 87' Guyon Fernandez | McDos Goffertstadion Toeschouwers: 9.000 Scheidsrechter: Reinold Wiedemeijer |

|                       |         |               |                                         |                                                                           |
| 28 oktober 2009 20:45 | Roda JC | 0 – 2 (0 – 1) | PSV                                     | Parkstad Limburg Stadion Toeschouwers: 10.700 Scheidsrechter: Pieter Vink |
| 28 oktober 2009 20:45 |         | (Verslag)     | 32' Stanislav Manolev 78' Jonathan Reis | Parkstad Limburg Stadion Toeschouwers: 10.700 Scheidsrechter: Pieter Vink |

|                       |                                                         |               |         |                                                                       |
| 28 oktober 2009 20:00 | FC Twente                                               | 3 – 0 (1 – 0) | Capelle | De Grolsch Veste Toeschouwers: 23.100 Scheidsrechter: Maarten Ketting |
| 28 oktober 2009 20:00 | Luuk de Jong 28' Luuk de Jong 87' Nikita Rukavytsya 90' | (Verslag)     |         | De Grolsch Veste Toeschouwers: 23.100 Scheidsrechter: Maarten Ketting |

|                       |               |               |                                                                                                   |                                                             |
| 28 oktober 2009 20:00 | Vitesse       | 1 – 5 (0 – 4) | FC Groningen                                                                                      | GelreDome Toeschouwers: 8.550 Scheidsrechter: Björn Kuipers |
| 28 oktober 2009 20:00 | Onur Kaya 88' | (Verslag)     | 4' Thomas Enevoldsen 22' Leandro Bacuna 29' Fredrik Stenman 37' Andreas Granqvist 72' Goran Lovre | GelreDome Toeschouwers: 8.550 Scheidsrechter: Björn Kuipers |

|                       |                    |                            |                                          |                                                                      |
| 29 oktober 2009 20:45 | FC Dordrecht       | 1 – 2 n.v. (1 – 1) (0 – 0) | Ajax                                     | GN Bouw Stadion Toeschouwers: 4.000 Scheidsrechter: Richard Liesveld |
| 29 oktober 2009 20:45 | Moussa Kalisse 81' | (Verslag)                  | 47' Urby Emanuelson 120' Urby Emanuelson | GN Bouw Stadion Toeschouwers: 4.000 Scheidsrechter: Richard Liesveld |

### Achtste finales
|                            |                 |               |                              |                                                                        |
| 21 december 2009 20.00 uur | Heracles Almelo | 0 – 2 (0 – 1) | Go Ahead Eagles              | Polman Stadion Toeschouwers: 8.450 Scheidsrechter: Reinold Wiedemeijer |
| 21 december 2009 20.00 uur |                 | (Verslag)     | 12' Halil Çolak 80' Joey Suk | Polman Stadion Toeschouwers: 8.450 Scheidsrechter: Reinold Wiedemeijer |

|                            |         |               | |                                                                          |
| 22 december 2009 20.00 uur | Baronie | 0 – 5 (0 – 1) | Sparta Rotterdam | Rat Verlegh Stadion Toeschouwers: 2.500 Scheidsrechter: Richard Liesveld |
| 22 december 2009 20.00 uur |         | (Verslag)     | 23' Erik Falkenburg 58' Kevin Strootman 66' Charles Dissels 82' Charles Dissels 89' Kevin Strootman Bijz.: Kevin Strootman 89' | Rat Verlegh Stadion Toeschouwers: 2.500 Scheidsrechter: Richard Liesveld |

|                            |                         |               |    |                                                                         |
| 22 december 2009 20.45 uur | Feyenoord               | 1 – 0 (1 – 0) | AZ | Stadion Feijenoord Toeschouwers: 40.000 Scheidsrechter: Jack van Hulten |
| 22 december 2009 20.45 uur | Georginio Wijnaldum 41' | (Verslag)     |    | Stadion Feijenoord Toeschouwers: 40.000 Scheidsrechter: Jack van Hulten |

|                            |              |               |                                        |                                                              |
| 23 december 2009 20.00 uur | FC Groningen | 0 – 2 (0 – 0) | N.E.C.                                 | Euroborg Toeschouwers: 15.334 Scheidsrechter: Tom van Sichem |
| 23 december 2009 20.00 uur |              | (Verslag)     | 63' John Goossens 90' Erton Fejzullahu | Euroborg Toeschouwers: 15.334 Scheidsrechter: Tom van Sichem |

|                            |                    |            |                                      |                                                              |
| 23 december 2009 20.00 uur | Jong De Graafschap | 0 – 2 n.v. | NAC Breda                            | De Vijverberg Toeschouwers: 2.300 Scheidsrechter: Ed Janssen |
| 23 december 2009 20.00 uur |                    | (Verslag)  | 107' Matthew Amoah 120' Tim Gilissen | De Vijverberg Toeschouwers: 2.300 Scheidsrechter: Ed Janssen |

|                            |                                                  |               |               |                                                                    |
| 23 december 2009 20.00 uur | FC Twente                                        | 3 – 0 (1 – 0) | Helmond Sport | De Grolsch Veste Toeschouwers: 23.800 Scheidsrechter: Jan Wegereef |
| 23 december 2009 20.00 uur | Luuk de Jong 36' Bryan Ruiz 80' Luuk de Jong 90' | (Verslag)     |               | De Grolsch Veste Toeschouwers: 23.800 Scheidsrechter: Jan Wegereef |

|                            |               |                | |                                                                       |
| 23 december 2009 18.30 uur | WHC           | 1 – 14 (1 – 6) | Ajax | FC Zwolle Stadion Toeschouwers: 10.500 Scheidsrechter: Danny Makkelie |
| 23 december 2009 18.30 uur | Jolf Stel 44' | (Verslag)      | 18' Marko Pantelić 24' Marko Pantelić 26' Ismaïl Aissati 27' Luis Suárez 30' Ismaïl Aissati 33' Luis Suárez 52' Luis Suárez 59' Luis Suárez 60' Jeffrey Bosch (eigen doel) 67' Kennedy Bakırcıoğlu 83' Kennedy Bakırcıoğlu 85' Demy de Zeeuw 86' Luis Suárez 89' Luis Suárez | FC Zwolle Stadion Toeschouwers: 10.500 Scheidsrechter: Danny Makkelie |

|                       |                  |               |                                                           |                                                                      |
| 16 januari 2010 19:45 | SC Heerenveen    | 1 – 3 (0 – 1) | PSV                                                       | Abe Lenstra Stadion Toeschouwers: 25.000 Scheidsrechter: Bas Nijhuis |
| 16 januari 2010 19:45 | Gerald Sibon 80' | (Verslag)     | 25' Balázs Dzsudzsák 66' Danko Lazović 90' Nordin Amrabat | Abe Lenstra Stadion Toeschouwers: 25.000 Scheidsrechter: Bas Nijhuis |

### Kwartfinales
|                       |                                                            |                              |                                                                                            |                                                                       |
| 27 januari 2010 18:30 | Ajax                                                       | 3 – 2 (n.v.) (1 – 1) (1 – 0) | N.E.C.                                                                                     | Amsterdam ArenA Toeschouwers: 17.398 Scheidsrechter: Richard Liesveld |
| 27 januari 2010 18:30 | Demy de Zeeuw 43' Toby Alderweireld 112' Siem de Jong 114' | (Verslag)                    | 48', 58' Jeroen Heubach 83' Björn Vleminckx 93' Rens van Eijden 111', 114' Jeffrey Sarpong | Amsterdam ArenA Toeschouwers: 17.398 Scheidsrechter: Richard Liesveld |

|                       |                        |               |                                       |                                                                       |
| 27 januari 2010 20:00 | NAC Breda              | 1 – 2 (0 – 0) | Go Ahead Eagles                       | Rat Verlegh Stadion Toeschouwers: 15.000 Scheidsrechter: Jan Wegereef |
| 27 januari 2010 20:00 | Donny Gorter (pen) 72' |               | 65' Donny de Groot 76' Donny de Groot | Rat Verlegh Stadion Toeschouwers: 15.000 Scheidsrechter: Jan Wegereef |

|                       |     |               |                                                                      |                                                                 |
| 27 januari 2010 20:45 | PSV | 0 – 3 (0 – 2) | Feyenoord                                                            | Philips Stadion Toeschouwers: 22.000 Scheidsrechter: Kevin Blom |
| 27 januari 2010 20:45 |     | (Verslag)     | 20' Karim El Ahmadi 34' Giovanni van Bronckhorst 87' Karim El Ahmadi | Philips Stadion Toeschouwers: 22.000 Scheidsrechter: Kevin Blom |

|                       |                  |                                                                      |           |                                                                               |
| 27 januari 2010 20:00 | Sparta Rotterdam | 0 – 4 (0 – 2)                                                        | FC Twente | Sparta-Stadion Het Kasteel Toeschouwers: 4.300 Scheidsrechter: Pol van Boekel |
| 27 januari 2010 20:00 |                  | 23' Kenneth Pérez 38' Blaise N'Kufo 81' Blaise N'Kufo 85' Bryan Ruiz |           | Sparta-Stadion Het Kasteel Toeschouwers: 4.300 Scheidsrechter: Pol van Boekel |

### Halve finales
|                         |                                             |               |                |                                                                     |
| 24 maart 2010 20:45 uur | Feyenoord                                   | 2 – 1 (0 – 1) | FC Twente      | Stadion Feijenoord Toeschouwers: 44.000 Scheidsrechter: Ruud Bossen |
| 24 maart 2010 20:45 uur | Giovanni van Bronckhorst 53' Roy Makaay 84' | (Verslag)     | 42' Bryan Ruiz | Stadion Feijenoord Toeschouwers: 44.000 Scheidsrechter: Ruud Bossen |

|                         |                 | |      |                                                                      |
| 25 maart 2010 20:45 uur | Go Ahead Eagles | 0 – 6 (0 – 2) | Ajax | De Adelaarshorst Toeschouwers: 6.439 Scheidsrechter: Jack van Hulten |
| 25 maart 2010 20:45 uur |                 | 11' Demy de Zeeuw 38' Marko Pantelić 75' Siem de Jong 77' Christian Eriksen 78' Dennis Rommedahl 85' Marcelo Nicolás Lodeiro |      | De Adelaarshorst Toeschouwers: 6.439 Scheidsrechter: Jack van Hulten |

### Finale
De finale zou oorspronkelijk worden gespeeld op 25 april om 14.00 uur in De Kuip te Rotterdam. Als scheidsrechter was Roelof Luinge aangesteld. Op 15 april maakte de KNVB echter bekend dat de finale over twee duels gespeeld zou worden in verband met dreigende supportersrellen. De eerste finale werd in Amsterdam gespeeld op de oorspronkelijke datum. De return volgde op 6 mei in Rotterdam..

#### Heenwedstrijd
|                                       |                                 |               |           |                                                                                |
| 25 april 2010 18:00 Finale KNVB Beker | Ajax                            | 2 – 0 (2 – 0) | Feyenoord | Amsterdam ArenA, Amsterdam Toeschouwers: 37.283 Scheidsrechter: Eric Braamhaar |
| 25 april 2010 18:00 Finale KNVB Beker | Siem de Jong 6' Siem de Jong 7' |               |           | Amsterdam ArenA, Amsterdam Toeschouwers: 37.283 Scheidsrechter: Eric Braamhaar |

| Ajax | Feyenoord |

| Ajax:          |    |                      |     |
|                |    |                      |     |
| GK             | 1  | Maarten Stekelenburg |     |
| RB             | 2  | Gregory van der Wiel |     |
| CB             | 19 | Toby Alderweireld    |     |
| CB             | 5  | Jan Vertonghen       |     |
| LB             | 23 | Vurnon Anita         |     |
| CM             | 40 | Demy de Zeeuw        | 29' |
| CM             | 22 | Siem de Jong         |     |
| CM             | 21 | Eyong Enoh           |     |
| RW             | 16 | Luis Suárez          | 66' |
| CF             | 9  | Marko Pantelić       | 70' |
| LW             | 8  | Urby Emanuelson      | 80' |
| Wisselspelers: |    |                      |     |
| FW             | 28 | Dennis Rommedahl     | 70' |
| MF             | 51 | Christian Eriksen    | 80' |
| Coach:         |    |                      |     |
| Martin Jol     |    |                      |     |

| Feyenoord:     |    |                          |       |
|                |    |                          |       |
| GK             | 17 | Erwin Mulder             |       |
| RB             | 29 | Stefan de Vrij           |       |
| CB             | 4  | André Bahia              | 82'   |
| CB             | 20 | Ron Vlaar                | 72'   |
| LB             | 8  | Giovanni van Bronckhorst |       |
| CM             | 7  | Denny Landzaat           |       |
| CM             | 6  | Karim El Ahmadi          | 85'   |
| CM             | 14 | Leroy Fer                |       |
| RW             | 25 | Georginio Wijnaldum      |       |
| CF             | 11 | Jon Dahl Tomasson        | 73'   |
| LW             | 10 | Luigi Bruins             | 90+2' |
| Wisselspelers: |    |                          |       |
| DF             | 28 | Bart Schenkeveld         | 72'   |
| FW             | 23 | Sekou Cissé              | 73'   |
| MF             | 27 | Kelvin Leerdam           | 85'   |
| Coach:         |    |                          |       |
| Mario Been     |    |                          |       |

#### Terugwedstrijd
|                                    |                       |               |                                                                  |                                                                                        |
| 6 mei 2010 18:30 Finale KNVB Beker | Feyenoord             | 1 – 4 (0 – 1) | Ajax                                                             | De Kuip, Rotterdam Toeschouwers: 28.000 Scheidsrechter: Roelof Luinge (89' Kevin Blom) |
| 6 mei 2010 18:30 Finale KNVB Beker | Jon Dahl Tomasson 72' |               | 4' Luis Suárez 64' Siem de Jong 77' Siem de Jong 82' Luis Suárez | De Kuip, Rotterdam Toeschouwers: 28.000 Scheidsrechter: Roelof Luinge (89' Kevin Blom) |

| Feyenoord | Ajax |

| Feyenoord:     |    |                     |         |
|                |    |                     |         |
| GK             | 17 | Erwin Mulder        |         |
| RB             | 29 | Stefan de Vrij      | 46'     |
| CB             | 4  | André Bahia         |         |
| CB             | 20 | Ron Vlaar           |         |
| LB             | 5  | Tim de Cler         | 54' 75' |
| CM             | 7  | Denny Landzaat      | 46'     |
| CM             | 6  | Karim El Ahmadi     | 10'     |
| CM             | 14 | Leroy Fer           |         |
| RW             | 25 | Georginio Wijnaldum |         |
| CF             | 9  | Roy Makaay          |         |
| LW             | 11 | Jon Dahl Tomasson   |         |
| Wisselspelers: |    |                     |         |
| DF             | 28 | Bart Schenkeveld    | 46'     |
| MF             | 33 | Jonathan de Guzmán  | 46'     |
| DF             | 3  | Kevin Hofland       | 75'     |
| Coach:         |    |                     |         |
| Mario Been     |    |                     |         |

| Ajax:          |    |                      |     |
|                |    |                      |     |
| GK             | 1  | Maarten Stekelenburg |     |
| RB             | 2  | Gregory van der Wiel |     |
| CB             | 19 | Toby Alderweireld    | 51' |
| CB             | 5  | Jan Vertonghen       |     |
| LB             | 23 | Vurnon Anita         |     |
| CM             | 40 | Demy de Zeeuw        |     |
| CM             | 22 | Siem de Jong         | 84' |
| CM             | 21 | Eyong Enoh           |     |
| RW             | 16 | Luis Suárez          | 83' |
| CF             | 9  | Marko Pantelić       | 78' |
| LW             | 8  | Urby Emanuelson      | 63' |
| Wisselspelers: |    |                      |     |
| MF             | 51 | Christian Eriksen    | 63' |
| FW             | 28 | Dennis Rommedahl     | 78' |
| MF             | 45 | Nicolás Lodeiro      | 84' |
| Coach:         |    |                      |     |
| Martin Jol     |    |                      |     |

| KNVB Beker 2009/10 |
| ------------------ |
| AFC Ajax 18e titel |

## Statistieken

### Geëlimineerde clubs
De volgende clubs zijn geëlimineerd:
| Ronde 1         | Ronde 2          | Ronde 3             | Achtste finales    | Kwartfinales     | Halve finales   | Finale    | Winnaar beker |
| --------------- | ---------------- | ------------------- | ------------------ | ---------------- | --------------- | --------- | ------------- |
| Achilles '29    | AFC '34          | ASWH                | AZ                 | N.E.C.           | FC Twente       | Feyenoord | Ajax          |
| ACV             | AFC              | Excelsior           | Baronie            | Sparta Rotterdam | Go Ahead Eagles |           |               |
| Argon           | ADO Den Haag     | Excelsior Maassluis | Helmond Sport      | NAC Breda        |                 |           |               |
| FC Chabab       | Jong Ajax        | Capelle             | Heracles Almelo    | PSV              |                 |           |               |
| DOVO            | AGOVV Apeldoorn  | FC Den Bosch        | FC Groningen       |                  |                 |           |               |
| Drachtster Boys | Bennekom         | FC Dordrecht        | WHC                |                  |                 |           |               |
| EVV             | Berkum           | Vitesse             | Jong De Graafschap |                  |                 |           |               |
| Go-Ahead Kampen | SC Cambuur       | FC Zwolle           | sc Heerenveen      |                  |                 |           |               |
| Groene Ster     | Haaglandia       | De Treffers         |                    |                  |                 |           |               |
| HBS-Craeyenhout | SC Joure         | VVV-Venlo           |                    |                  |                 |           |               |
| HHC Hardenberg  | FC Eindhoven     | Roda JC             |                    |                  |                 |           |               |
| FC Hilversum    | Barendrecht      | Spakenburg          |                    |                  |                 |           |               |
| HSC '21         | Fortuna Sittard  | Haarlem             |                    |                  |                 |           |               |
| Hoek            | De Graafschap    | RBC Roosendaal      |                    |                  |                 |           |               |
| JVC Cuijk       | Harkemase Boys   | Gemert              |                    |                  |                 |           |               |
| Kloetinge       | GVVV             | FC Emmen            |                    |                  |                 |           |               |
| Nunspeet        | FC Lisse         |                     |                    |                  |                 |           |               |
| Quick '20       | LRC Leerdam      |                     |                    |                  |                 |           |               |
| Rood-Wit '62    | MVV              |                     |                    |                  |                 |           |               |
| Schaesberg      | RKVV Westlandia  |                     |                    |                  |                 |           |               |
| UNA             | FC Omniworld     |                     |                    |                  |                 |           |               |
| Waspik          | FC Oss           |                     |                    |                  |                 |           |               |
| WKE             | RKC Waalwijk     |                     |                    |                  |                 |           |               |
| Zaamslag        | Rijnsburgse Boys |                     |                    |                  |                 |           |               |
|                 | Sparta Nijkerk   |                     |                    |                  |                 |           |               |
|                 | Telstar          |                     |                    |                  |                 |           |               |
|                 | FC Utrecht       |                     |                    |                  |                 |           |               |
|                 | BV Veendam       |                     |                    |                  |                 |           |               |
|                 | FC Volendam      |                     |                    |                  |                 |           |               |
|                 | SDC Putten       |                     |                    |                  |                 |           |               |
|                 | Willem II        |                     |                    |                  |                 |           |               |
|                 | IJsselmeervogels |                     |                    |                  |                 |           |               |

### Topscorers
| Pos.             | Speler                  | Club             | Goals |
| ---------------- | ----------------------- | ---------------- | ----- |
| 1                | Luis Suárez             | Ajax             | 8     |
| 2                | Siem de Jong            | Ajax             | 6     |
| 3                | Michal Papadopulos      | sc Heerenveen    | 4     |
| 3                | Leonardo Vitor Santiago | NAC Breda        | 4     |
| 3                | Sjoerd Ars              | RBC Roosendaal   | 4     |
| 3                | Luuk de Jong            | FC Twente        | 4     |
| 7                | Marko Pantelić          | Ajax             | 3     |
| 7                | Demy de Zeeuw           | Ajax             | 3     |
| 7                | Michael van Dommelen    | Barendrecht      | 3     |
| 7                | Roy Makaay              | Feyenoord        | 3     |
| 7                | Halil Çolak             | Go Ahead Eagles  | 3     |
| 7                | Johan Voskamp           | Helmond Sport    | 3     |
| 7                | Matthew Amoah           | NAC Breda        | 3     |
| 7                | Björn Vleminckx         | N.E.C.           | 3     |
| 7                | Jeffrey Winter          | IJsselmeervogels | 3     |
| 7                | Danny van den Meiracker | Spakenburg       | 3     |
| 7                | Bryan Ruiz              | FC Twente        | 3     |
| 7                | Nicky Hofs              | Vitesse          | 3     |
| 19               | 47 spelers              | 47 spelers       | 2     |
| 66               | 169 spelers             | 169 spelers      | 1     |
| Eigen doelpunten | Eigen doelpunten        | Eigen doelpunten | 4     |
| Totaal:          | Totaal:                 | Totaal:          | 333   |
| Wedstrijden:     | Wedstrijden:            | Wedstrijden:     | 88    |
| Gemiddelde:      | Gemiddelde:             | Gemiddelde:      | 3.78  |

| 2 Goals - Tim Ruder (AFC '34) - Ismaïl Aissati (Ajax) - Kennedy Bakırcıoğlu (Ajax) - Urby Emanuelson (Ajax) - Mousa Dembélé (AZ) - Pontus Wernbloom (AZ) - Revy Rosalia (Baronie) - Lennart van de Peppel (Bennekom) - Nick van Wordrage (Capelle) - Moussa Kalisse (FC Dordrecht) - Roy Stroeve (FC Emmen) - Michel Poldervaart (FC Emmen) - Hans Denissen (FC Emmen) - Guyon Fernandez (Excelsior) - Giovanni van Bronckhorst (Feyenoord) - Karim El Ahmadi (Feyenoord) | 2 Goals (vervolg) - Bas van der Reijken (Gemert) - Donny de Groot (Go Ahead Eagles) - Sander Post (Go Ahead Eagles) - Joey Suk (Go Ahead Eagles) - Nicklas Pedersen (FC Groningen) - Tim Matavž (FC Groningen) - Maikel Renfurm (Haaglandia) - Erkan Şensoy (Haaglandia) - Viktor Elm (sc Heerenveen) - Marc Höcher (Helmond Sport) - Mo Messaoud (FC Lisse) - Donny Gorter (NAC Breda) - John Goossens (N.E.C.) - Gregory Nelson (RBC Roosendaal) - Bart Freke (Rijnsburgse Boys) - Arnaud Sutchuin (Roda JC) | 2 Goals (vervolg) - Thijs Houwing (Spakenburg) - Ruben Wilson (Spakenburg) - Charles Dissels (Sparta Rotterdam) - Erik Falkenburg (Sparta Rotterdam) - Kevin Strootman (Sparta Rotterdam) - Bas Bakker (De Treffers) - Nashat Akram (FC Twente) - Blaise N'Kufo (FC Twente) - Bernard Parker (FC Twente) - Nikita Rukavytsya (FC Twente) - Wellington Luís de Sousa (FC Twente) - Keisuke Honda (VVV-Venlo) - Sandro Calabro (VVV-Venlo) - Melchior Schoenmakers (WHC) - Denis Mahmudov (WHC) |

| Eigen doelpunten - Hesdey Suart (AGOVV Apeldoorn) (tegen Ajax) - Abdülkerim Öcal (Fortuna Sittard) (tegen FC Dordrecht) - Kevin Winkelhuis (Quick '20) (tegen LRC Leerdam) - Jeffrey Bosch (WHC) (tegen Ajax) |

Bijgewerkt t/m 7 mei 2010 07:41 (MEZT)

### Deelnemers per ronde
De deelnemers per ronde zijn:
| Deelnemerscategorie | Ronde 1    | Ronde 2  | Ronde 3  | Achtste finale | Kwartfinale | Halve finale | Finale   | Winnaar  |
| ------------------- | ---------- | -------- | -------- | -------------- | ----------- | ------------ | -------- | -------- |
| Eredivisie          | (bye)      | 18 (28%) | 14 (44%) | 11 (68,75%)    | 7 (87,5%)   | 3 (75%)      | 2 (100%) | 1 (100%) |
| Eerste divisie      | (bye)      | 20 (31%) | 9 (28%)  | 2 (12,5%)      | 1 (12,5%)   | 1 (25%)      | 0 (0%)   | 0 (0%)   |
| Beloften            | (bye)      | 2 (3%)   | 1 (3%)   | 1 (6,25%)      | 0 (0%)      | 0 (0%)       | 0 (0%)   | 0 (0%)   |
| Hoofdklasse         | 39 (81,2%) | 22 (34%) | 8 (25%)  | 2 (12,5%)      | 0 (0%)      | 0 (0%)       | 0 (0%)   | 0 (0%)   |
| Eerste klasse       | 6 (12,5%)  | 2 (3%)   | 0 (0%)   | 0 (0%)         | 0 (0%)      | 0 (0%)       | 0 (0%)   | 0 (0%)   |
| Tweede klasse       | 1 (2,1%)   | 0 (0%)   | 0 (0%)   | 0 (0%)         | 0 (0%)      | 0 (0%)       | 0 (0%)   | 0 (0%)   |
| Derde klasse        | 1 (2,1%)   | 0 (0%)   | 0 (0%)   | 0 (0%)         | 0 (0%)      | 0 (0%)       | 0 (0%)   | 0 (0%)   |
| Vierde klasse       | 1 (2,1%)   | 0 (0%)   | 0 (0%)   | 0 (0%)         | 0 (0%)      | 0 (0%)       | 0 (0%)   | 0 (0%)   |
| Vijfde klasse       | 0 (0%)     | 0 (0%)   | 0 (0%)   | 0 (0%)         | 0 (0%)      | 0 (0%)       | 0 (0%)   | 0 (0%)   |
| Reservehoofdklasse  | 0 (0%)     | 0 (0%)   | 0 (0%)   | 0 (0%)         | 0 (0%)      | 0 (0%)       | 0 (0%)   | 0 (0%)   |
| Totaal              | 48         | 64       | 32       | 16             | 8           | 4            | 2        | 1        |

Seizoenen: 1898/99 · 1899/00 · 1900/01 · 1901/02 · 1902/03 · 1903/04 · 1904/05 · 1905/06 · 1906/07 · 1907/08 · 1908/09 · 1909/10 · 1910/11 · 1911/12 · 1912/13 · 1913/14 · 1914/15 · 1915/16 · 1916/17 · 1917/18 · 1918/19 · 1919/20 · 1920/21 · 1921/22 · 1922/23 · 1923/24 · 1925 · 1925/26 · 1926/27 · 1927/28 · 1928/29 · 1929/30 · 1930/31 · 1931/32 · 1932/33 · 1933/34 · 1934/35 · 1935/36 · 1936/37 · 1937/38 · 1938/39 · 1939/40 · 1940/41 · 1941/42 · 1942/43 · 1943/44 · 1944/45 · 1945/46 · 1946/47 · 1947/48 · 1948/49 · 1949/50 · 1950/51 · 1951/52 · 1952/53 · 1953/54 · 1954/55 · 1955/56 · 1956/57 · 1957/58 · 1958/59 · 1959/60 · 1960/61 · 1961/62 · 1962/63 · 1963/64 · 1964/65 · 1965/66 · 1966/67 · 1967/68 · 1968/69 · 1969/70 · 1970/71 · 1971/72 · 1972/73 · 1973/74 · 1974/75 · 1975/76 · 1976/77 · 1977/78 · 1978/79 · 1979/80 · 1980/81 · 1981/82 · 1982/83 · 1983/84 · 1984/85 · 1985/86 · 1986/87 · 1987/88 · 1988/89 · 1989/90 · 1990/91 · 1991/92 · 1992/93 · 1993/94 · 1994/95 · 1995/96 · 1996/97 · 1997/98 · 1998/99 · 1999/00 · 2000/01 · 2001/02 · 2002/03 · 2003/04 · 2004/05 · 2005/06 · 2006/07 · 2007/08 · 2008/09 · 2009/10 · 2010/11 · 2011/12 · 2012/13 · 2013/14 · 2014/15 · 2015/16 · 2016/17 · 2017/18 · 2018/19 · 2019/20 · 2020/21 · 2021/22 · 2022/23 · 2023/24 · 2024/25
Finales: 2013 · 2014 · 2015 · 2016 · 2017 · 2018 · 2019 · 2020 · 2021 · 2022 · 2023 · 2024
Nederland: Eredivisie · Eerste divisie · Tweede divisie · Derde divisie/Topklasse · KNVB Beker
Europa: Champions League · Europa Cup I · Europa Cup II · Europa League · UEFA Cup · Jaarbeursstedenbeker · Intertoto Cup